# Кромбек західний
Кромбек західний (Sylvietta virens) — вид горобцеподібних птахів родини Macrosphenidae.

## Поширення
Вид поширений в Західній і Центральній Африці від Сенегалу на схід до Уганди та на південь до Анголи. Живе у тропічних та субтропічних дощових рівнинних лісах та скребах.

## Опис
Птах завдовжки 8-9 см. Живиться комахами та іншими дрібними членистоногими.

## Підвиди
- Sylvietta virens flaviventris (Sharpe, 1877) ;
- Sylvietta virens virens Cassin, 1859 ;
- Sylvietta virens baraka Sharpe, 1897 ;
- Sylvietta virens tando Sclater, WL, 1927.